# Scherma ai I Giochi europei
I tornei di scherma ai Giochi europei di Baku ("Fencing at the 2015 European Games") si sono svolti tra il 22 e il 27 giugno 2015 alla Baku Crystal Hall. Il programma ha previsto 12 eventi, di cui 6 individuali e 6 a squadre.

## Qualificazioni
Per la scelta degli atleti qualificati si è preso in considerazione principalmente il ranking mondiale stilato dalla FIE al 30 novembre 2014, con ulteriori posti contesi in un torneo di qualificazione tenutosi in dicembre.

## Calendario
| CA | Cerimonia d'apertura | ● | Turni preliminari | 1 | Finali | CC | Cerimonia di chiusura |

| Giugno  | Giugno  | 12 Ven | 13 Sab | 14 Dom | 15 Lun | 16 Mar | 17 Mer | 18 Gio | 19 Ven | 20 Sab | 21 Dom | 22 Lun | 23 Mar | 24 Mer | 25 Gio | 26 Ven | 27 Sab | 28 Dom | Eventi |
| ------- | ------- | ------ | ------ | ------ | ------ | ------ | ------ | ------ | ------ | ------ | ------ | ------ | ------ | ------ | ------ | ------ | ------ | ------ | ------ |
| Scherma | Scherma | CA     |        |        |        |        |        |        |        |        |        | 2      | 2      | 2      | 2      | 2      | 2      | CC     | 12     |

## Podi

### Uomini
| Evento                          | Oro                                                                          | Argento                                                                    | Bronzo                                                                          |
| Spada                           |                                                                              |                                                                            |                                                                                 |
| Spada individuale (dettagli)    | Ivan Trevejo                                                                 | Sergej Chodos                                                              | Daniel Jérent Bartosz Piasecki                                                  |
| Spada a squadre (dettagli)      | Francia Ivan Trevejo Yannick Borel Daniel Jérent                             | Russia Sergej Bida Sergej Chodos Anton Glebko                              | Italia Marco Fichera Andrea Santarelli Gabriele Cimini                          |
| Fioretto                        |                                                                              |                                                                            |                                                                                 |
| Fioretto individuale (dettagli) | Alessio Foconi                                                               | Timur Arslanov                                                             | Francesco Ingargiola Jean-Paul Tony Helissey                                    |
| Fioretto a squadre (dettagli)   | Gran Bretagna Richard Kruse Alex Tofalides Marcus Mepstead                   | Italia Lorenzo Nista Alessio Foconi Damiano Rosatelli Francesco Ingargiola | Russia Dmitrij Žerebčenko Timur Safin Timur Arslanov                            |
| Sciabola                        |                                                                              |                                                                            |                                                                                 |
| Sciabola individuale (dettagli) | Andrij Jahodka                                                               | Tiberiu Dolniceanu                                                         | Alberto Pellegrini Luigi Miracco                                                |
| Sciabola a squadre (dettagli)   | Italia Luigi Miracco Massimiliano Murolo Alberto Pellegrini Giovanni Repetti | Romania Alin Badea Mădălin Bucur Tiberiu Dolniceanu Iulian Teodosiu        | Germania Richard Huebers Björn Hübner-Fehrer Maximilian Kindler Robin Schrödter |

### Donne
| Evento                          | Oro                                                           | Argento                                                  | Bronzo                                                  |
| Spada                           |                                                               |                                                          |                                                         |
| Spada individuale (dettagli)    | Ana Maria Brânză                                              | Jana Zvereva                                             | Erika Kirpu Simona Gherman                              |
| Spada a squadre (dettagli)      | Romania Simona Gherman Simona Pop Ana Maria Brânză            | Estonia Irina Embrich Katrina Lehis Erika Kirpu          | Italia Camilla Batini Alberta Santuccio Brenda Briasco  |
| Fioretto                        |                                                               |                                                          |                                                         |
| Fioretto individuale (dettagli) | Alice Volpi                                                   | Jana Alborova                                            | Adelina Zagidullina Valentina Cipriani                  |
| Fioretto a squadre (dettagli)   | Russia Adelina Zagidullina Diana Yakovleva Anastasija Ivanova | Francia Jéromine Mpah Njanga Julie Huin Gaëlle Gebet     | Italia Carolina Erba Valentina Cipriani Alice Volpi     |
| Sciabola                        |                                                               |                                                          |                                                         |
| Sciabola individuale (dettagli) | Angelika Wator                                                | Sevil Bunyatova                                          | Margaux Rifkiss Sevinc Bunyatova                        |
| Sciabola a squadre (dettagli)   | Ucraina Alina Komaščuk Ol'ha Charlan Olena Kravac'ka          | Italia Sofia Ciaraglia Caterina Navarria Martina Criscio | Russia Marija Ridel Viktorija Kovaleva Tat'jana Suchova |

## Medagliere
| Posiz. | Nazione       | Oro | Argento | Bronzo | Totale |
| ------ | ------------- | --- | ------- | ------ | ------ |
| 1      | Italia        | 3   | 2       | 7      | 12     |
| 2      | Romania       | 2   | 2       | 1      | 5      |
| 3      | Francia       | 2   | 1       | 3      | 6      |
| 4      | Ucraina       | 2   | 0       | 0      | 2      |
| 5      | Russia        | 1   | 5       | 3      | 9      |
| 6      | Gran Bretagna | 1   | 0       | 0      | 1      |
| 6      | Polonia       | 1   | 0       | 0      | 1      |
| 8      | Azerbaigian   | 0   | 1       | 1      | 2      |
| 8      | Estonia       | 0   | 1       | 1      | 2      |
| 10     | Germania      | 0   | 0       | 1      | 1      |
| 10     | Norvegia      | 0   | 0       | 1      | 1      |
| Totale | Totale        | 12  | 12      | 18     | 42     |